# Antombana
Antombana è una città e comune del Madagascar situata nel distretto di Antalaha, regione di Sava. 
La popolazione del comune rilevata nel censimento 2001 era pari a 18 592 unità.